# Gori (distrikt)
Gori (georgiska: გორის მუნიციპალიტეტი, Goris munitsipaliteti) är ett distrikt i Georgien. Det ligger i regionen Inre Kartlien, i den centrala delen av landet. Arean är 1 352 kvadratkilometer.